# Testina (taglio di carne)

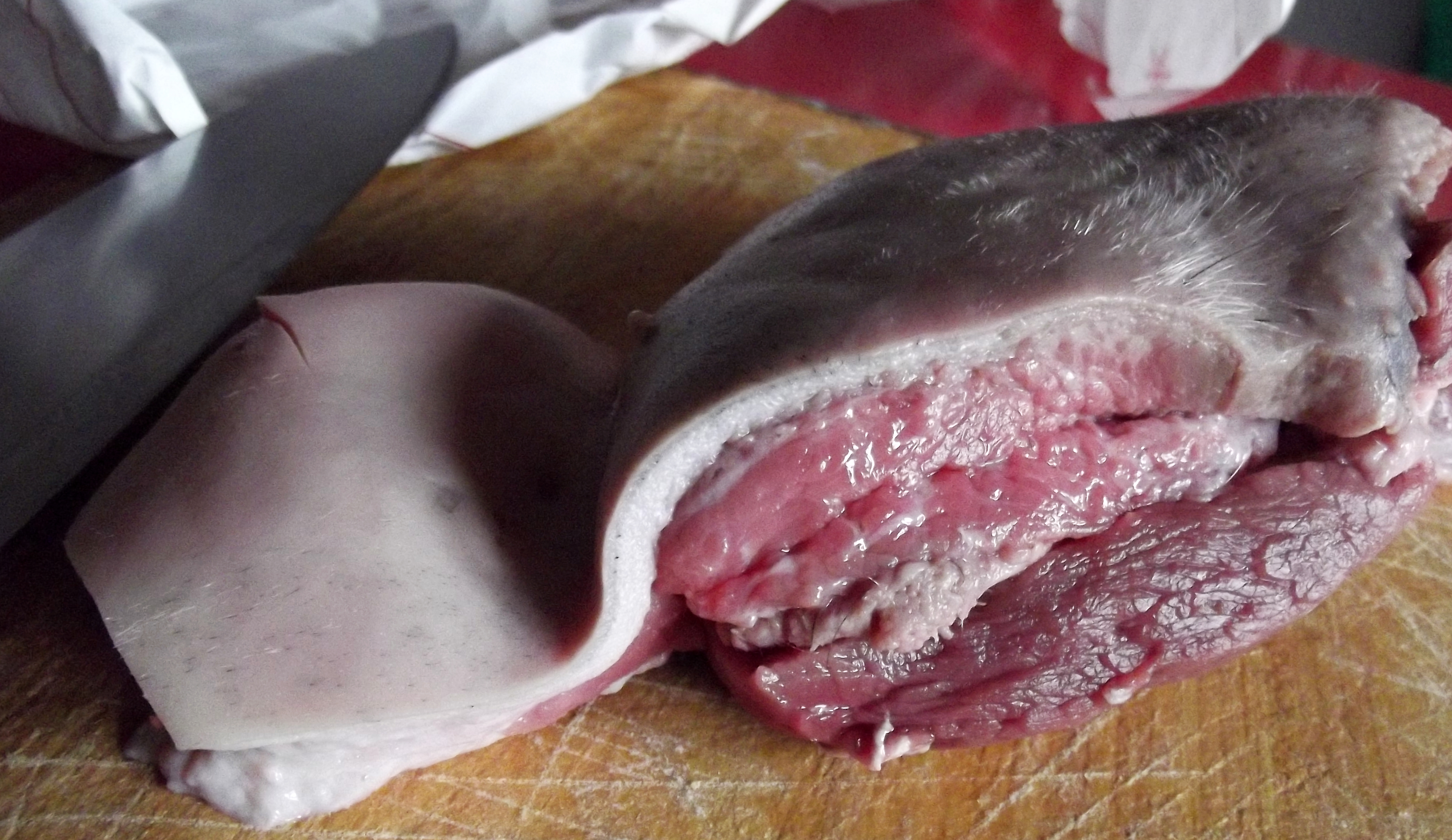
Testina da cuocere

La testina è un taglio di carne ricavato dalla parte esterna del capo dell'animale. Nell'alimentazione umana oltre alla testina bovina vengono utilizzate anche quelle ricavate da altre specie come, ad esempio, quella suina. È considerato un taglio di "terza scelta",
la cui consistenza gelatinosa è a volte poco apprezzata.

## Trattamento preliminare

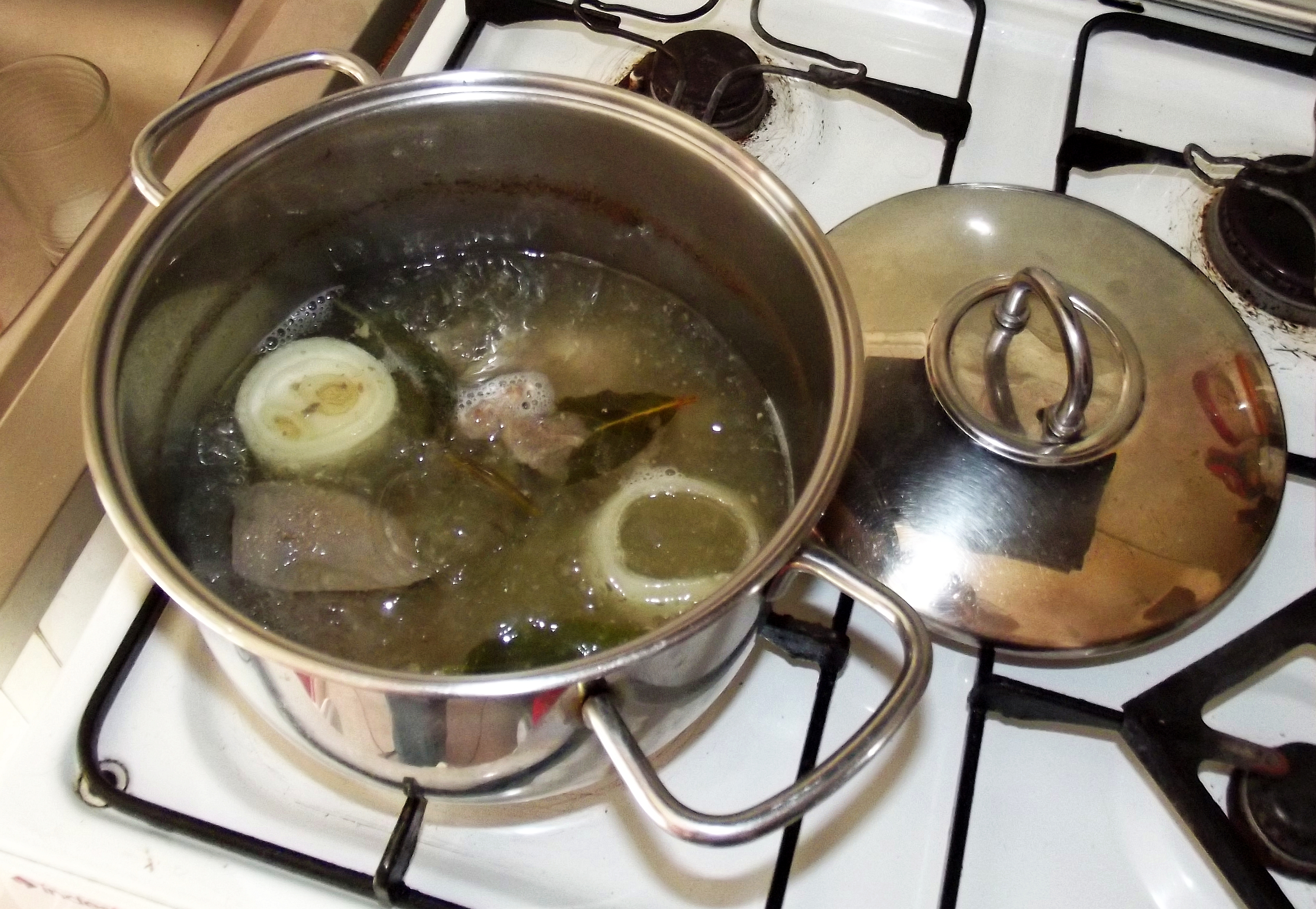
Testina di bovino durante la bollitura

La testina viene in generale venduta già pulita e spesso anche sbollentata. Avendo però necessità di una lunga cottura essa viene in genere utilizzata dopo un'ulteriore bollitura casalinga di un paio d'ore in acqua, alla quale possono venire aggiunti farina e succo di limone per evitare sia la formazione di grumi sia che il colore della testina diventi troppo scuro.

## Ricette

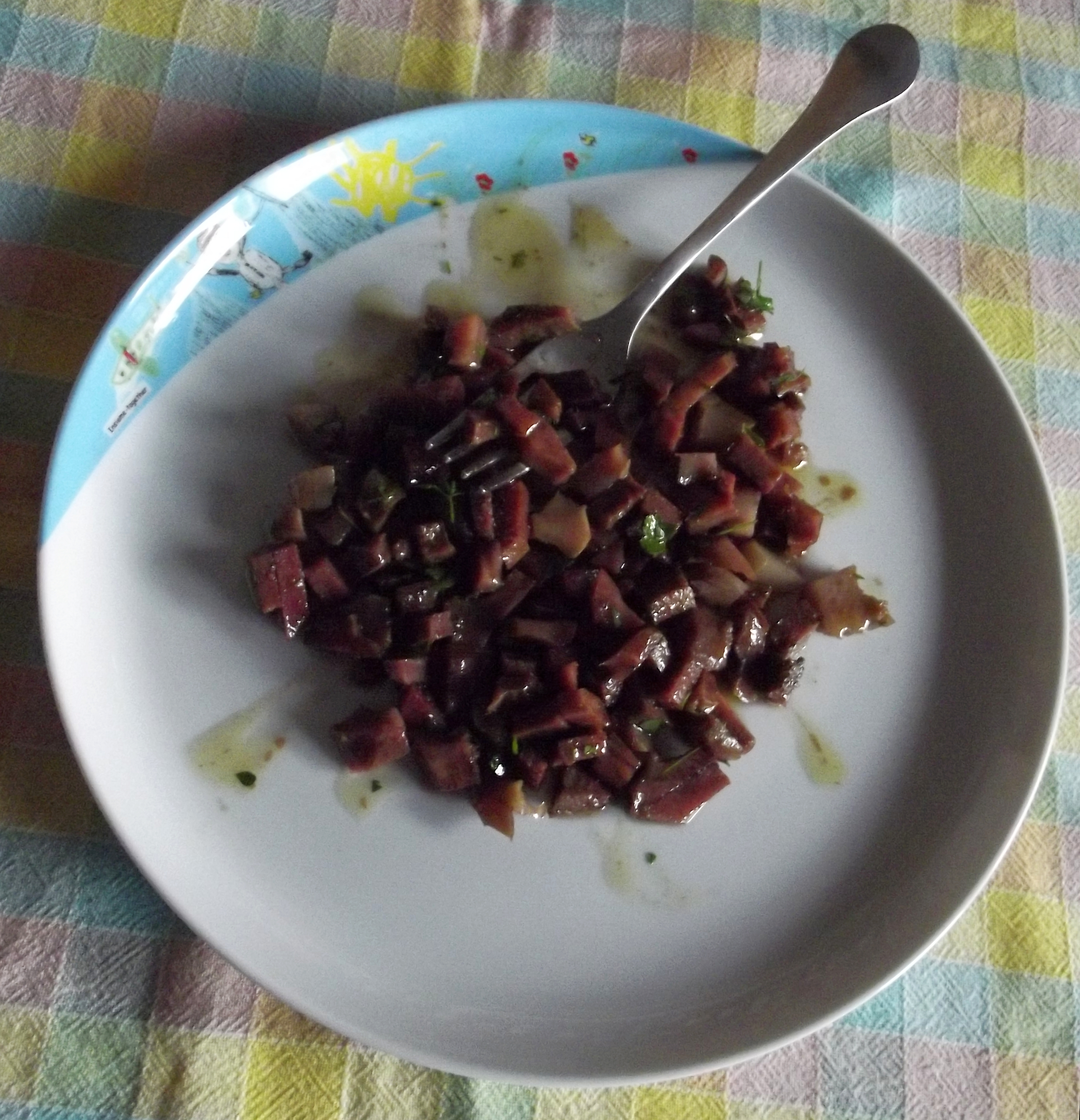
Insalata di testina

La testina viene raramente utilizzata da sola, ma è un elemento quasi indispensabile per la preparazione del bollito misto, un tipico piatto invernale della cucina piemontese.
Alcune preparazioni dove questo taglio è l'ingrediente principale sono invece la "testina alla milanese" (fritta con cipolle e carote dopo essere stata bollita in acqua aromatizzata); "in insalata" (dopo la bollitura la testina viene tagliata a striscioline o cubetti e quindi condita con olio, sale, pepe e prezzemolo; "in salsa" (preparata come in precedenza ma in questo caso accompagnata da salsa tartara, bagnet verd o da una salsa piccante a base di peperoncino) oppure ancora "alla savoiarda", ovvero servita con un trito a base di tonno, acciughe, peperoni e cetriolini.
La testina (suina) viene anche usata per produrre la gelatina di maiale, un tipico piatto siciliano.

### Insaccati

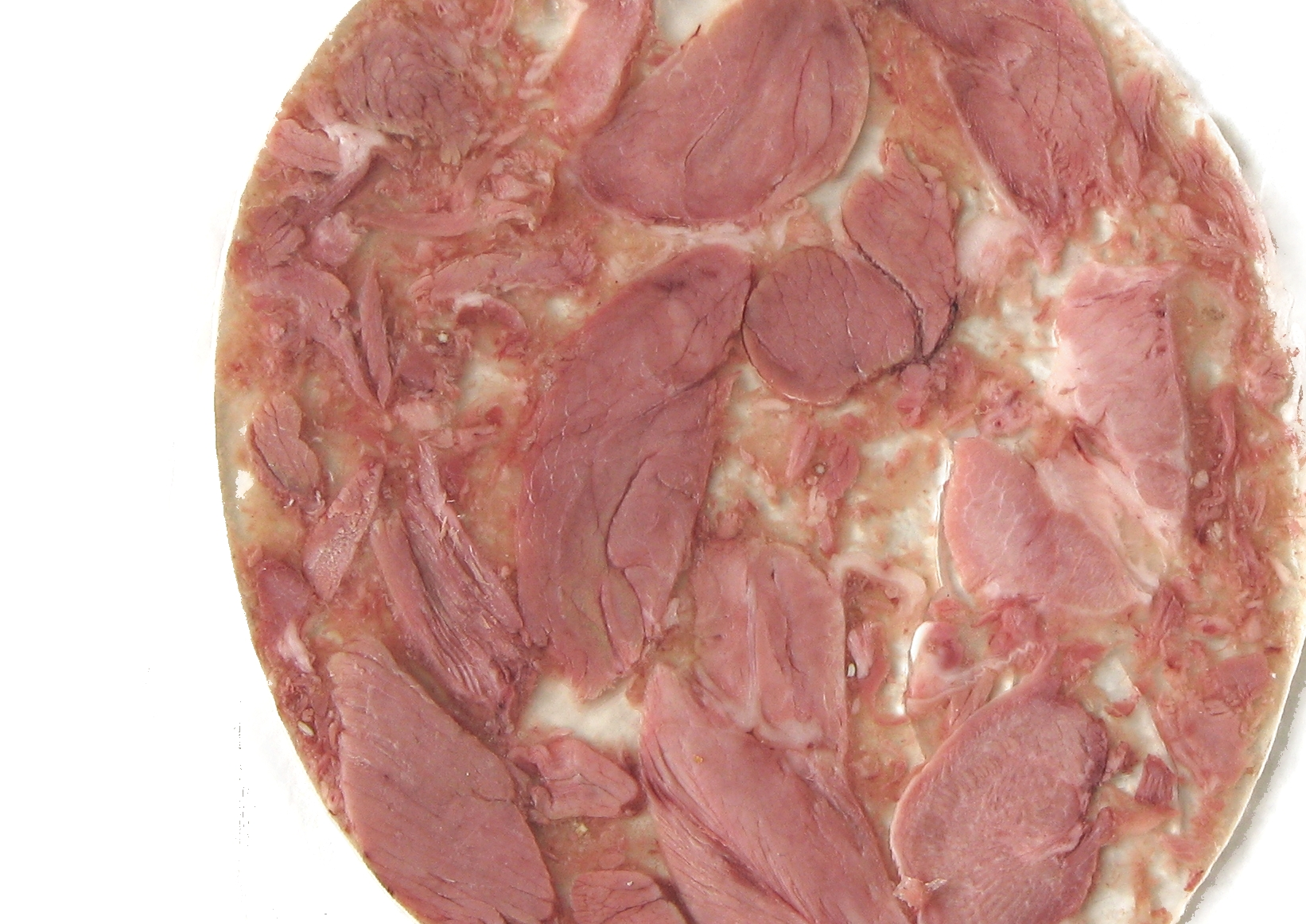
Il salceson, un insaccato polacco a base di testina

Con la testina vengono prodotti insaccati come la coppa di testa, il "salame di testa", tipico della cucina piemontese settentrionale e di quella lombarda e la "testa in cassetta" tipica di Liguria, Lunigiana e dell'Alessandrino. Quest'ultima è diffusa anche in molti paesi del mondo con diverse varianti tra le quali l'headcheese inglese, il salceson polacco e lo Schweinskopfsülze tedesco. 

### Brodi e minestre
La testina serve per preparare un brodo dalla particolare consistenza gelatinosa. Tagliata a dadini può anche essere servita come minestra insieme al proprio brodo, in genere aromatizzato con cipolla e erbe aromatiche.

## Altri usi
Oltre che nell'alimentazione umana la testina viene anche utilizzata in zootecnia per la preparazione di mangimi.

## Nella cultura e nel folklore
Nel Grand Dictionnaire de la Cuisine lo scrittore francese Alexandre Dumas descrive nove ricette differenti per cucinare la testina.
La testina di vitello in  Francia è tuttora considerata parte integrante del patrimonio gastronomico nazionale; ad Ussel (Corrèze) esiste per esempio la Confrérie des Entêtés de la Tête de Veau, una confraternita dedita alla degustazione e alla promozione del consumo della testina di vitello.
Sempre in Francia il 21 gennaio di ogni anno viene celebrato il tradizionale pranzo del Club de la Tête de Veau, che ricorda la decapitazione di Luigi XVI in place de la Concorde, a Parigi, con la degustazione di piatti a base di testa di vitello. Nel suo romanzo L'educazione sentimentale lo scrittore francese Gustave Flaubert fa dire ad un ex-delegato del governo provvisorio, che tale usanza sarebbe stata una parodia delle celebrazioni che si tenevano in Inghilterra il 30 gennaio per celebrare l'anniversario della decapitazione di Carlo I. Lo stesso Flaubert fa concludere al suo personaggio che ciò proverebbe che "l'imbecillità è feconda" ( « ... la bêtise est féconde »).